# Motor
 For alternative betydninger, se Motor (flertydig). (Se også artikler, som begynder med Motor)
En motor, også kaldet en kraftmaskine, omsætter potentiel energi i form af f.eks. elektrisk eller kemisk bunden energi, til kinetisk (bevægelses-) energi.
Den findes mange typer af motorer:
1. Forbrændingsmotor – En kraftvarmemaskine der bruges til at omdanne kemisk brændstof til mekanisk energi ved hjælp af kontrollerede forbrændinger.
2. Varmluftmotor – En kraftvarmemaskine der bruges til at omdanne en temperaturforskel til mekanisk energi.
3. Elektromotor – En maskine der kører og udfører arbejde, ved hjælp af elektrisk energi i form af vekselstrøm eller jævnstrøm.
4. Motor (pneumatik) – En maskine der omdanner energi fra lufttryksforskelle til mekanisk bevægelse.
5. Motor (hydraulik) – En maskine der omdanner energi fra en væsketrykforskelle til mekanisk bevægelse.

Motorer spiller en stadig mere dominerende rolle i vor hverdag, fra vore elektriske husholdningsapparater og lys, til vor transport: Busser, biler, tog og flyvemaskiner.